# Крисови (Істобенське сільське поселення)
Кри́сови (рос. Крысовы) — присілок у складі Орічівського району Кіровської області, Росія. Входить до складу Істобенського сільського поселення.
Населення становить 45 осіб (2010, 52 у 2002).
Національний склад станом на 2002 рік — росіяни 100 %.